# Arête (botanique)
Pour les articles homonymes, voir Arête et Barbe (homonymie).

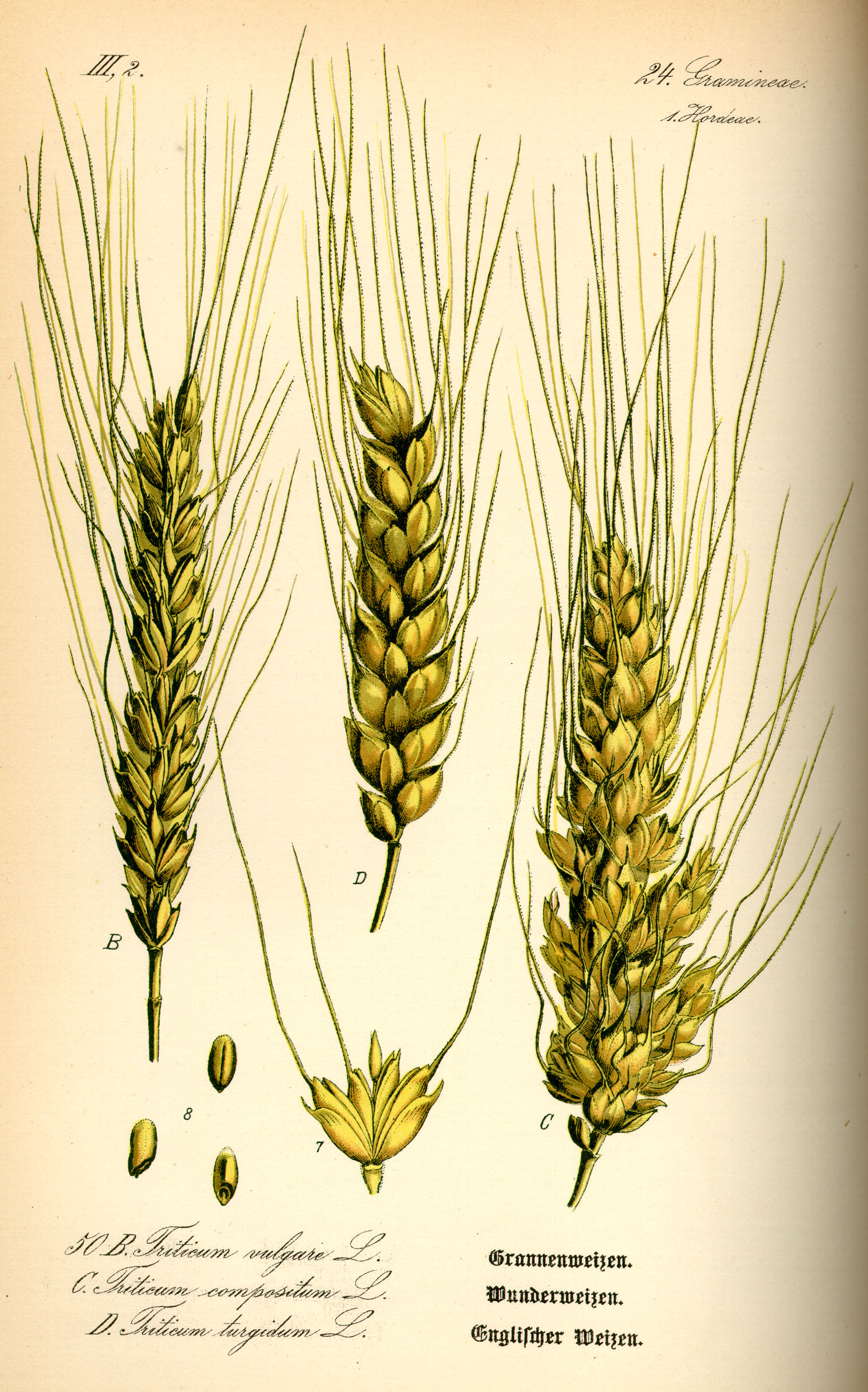
Blés barbus, illustration botanique (Flora von Deutschland, Österreich und der Schweiz, Otto Wilhelm Thomé, 1885).

En botanique, une arête, ou familièrement « barbe », est un prolongement en pointe des glumes ou de la glumelle inférieure (ou lemme) chez certaines espèces de Poaceae (graminées). Les organes (glumes ou glumelles) pourvus d'une arête sont dits « aristés ». Ceux qui en sont dépourvus sont dits « mutiques ».
C'est cette arête qui se trouve sur les épis des blés dits « barbus ».

## Morphologie
Les arêtes des épilets de graminées se rencontrent souvent sur la lemme (glumelle inférieure), plus rarement sur les glumes.
Chez certaines espèces, les arêtes peuvent être présentes à la fois sur les glumes et sur la lemme. C'est le cas par exemple d'Aegilops geniculata qui présente en outre des arêtes multiples : en général 4 arêtes sur chaque glume et 3 sur la lemme, toutes longues de 10 à 25 mm.
L'insertion de l'arête peut se situer à différents niveaux sur le dos de la glume ou de la lemme, soit en position terminale, en prolongement de la nervure centrale, parfois en partant du fond du sinus séparant les lobes des lemmes échancrées ou bifides, soit au milieu du dos, ou plus bas (basale) ou plus haut (subterminale). 
L'arête peut être plus courte que la lemme ou plus longue. Dans certains cas elle peut être très longue, par exemple plus de 11 cm chez les espèces du genre Nassella et de 15 à 30 cm chez Stipa pennata, voire 50 cm chez Stipa pulcherrima.
L'arête peut être droite ou coudée, formée d'une partie inférieure plus ou moins torsadée, la colonne, et d'une partie terminale, plus fine et droite, la subule.
Elle peut être simple ou multiple. Chez les Aristida, par exemple, l'arête est triple ou trifurquée, ce qui est un trait distinctif de ce genre (toutefois les arêtes latérales peuvent être réduites ou absentes chez certaines espèces),.
En général, seules les lemmes des fleurons fertiles sont aristées.

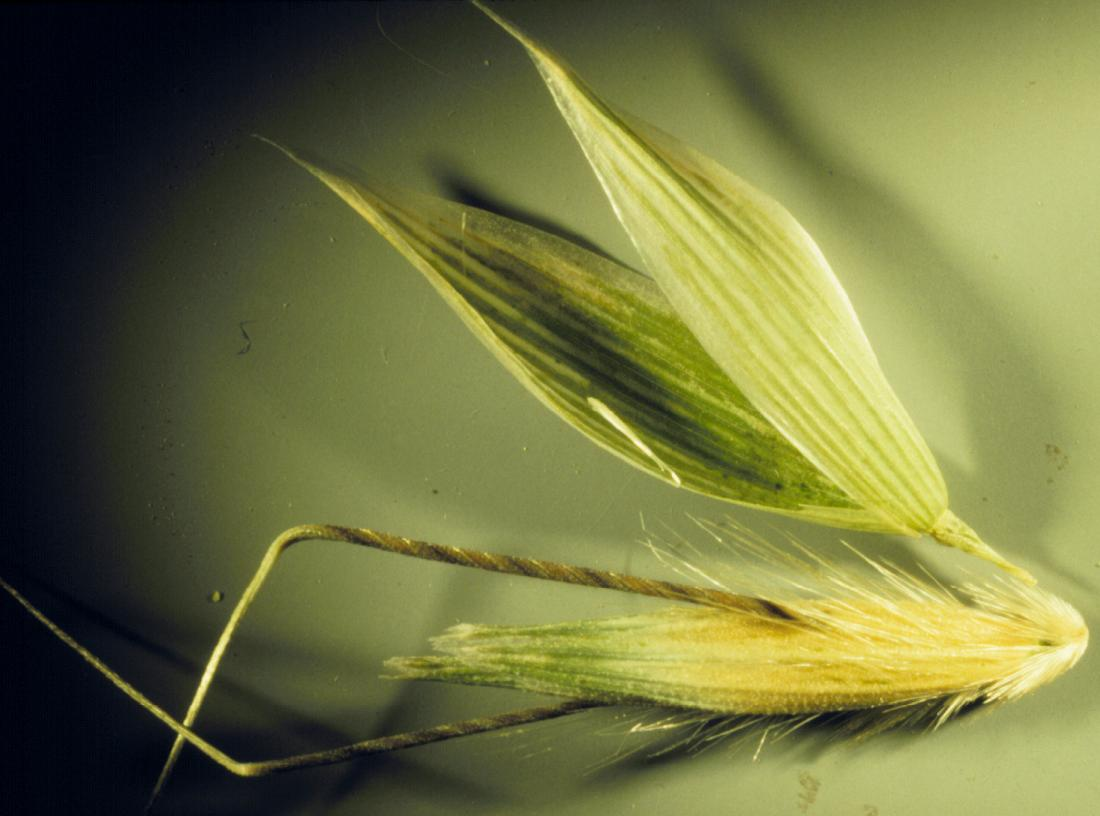
Arêtes coudées et torsadées à leur base de la folle avoine (Avena fatua).
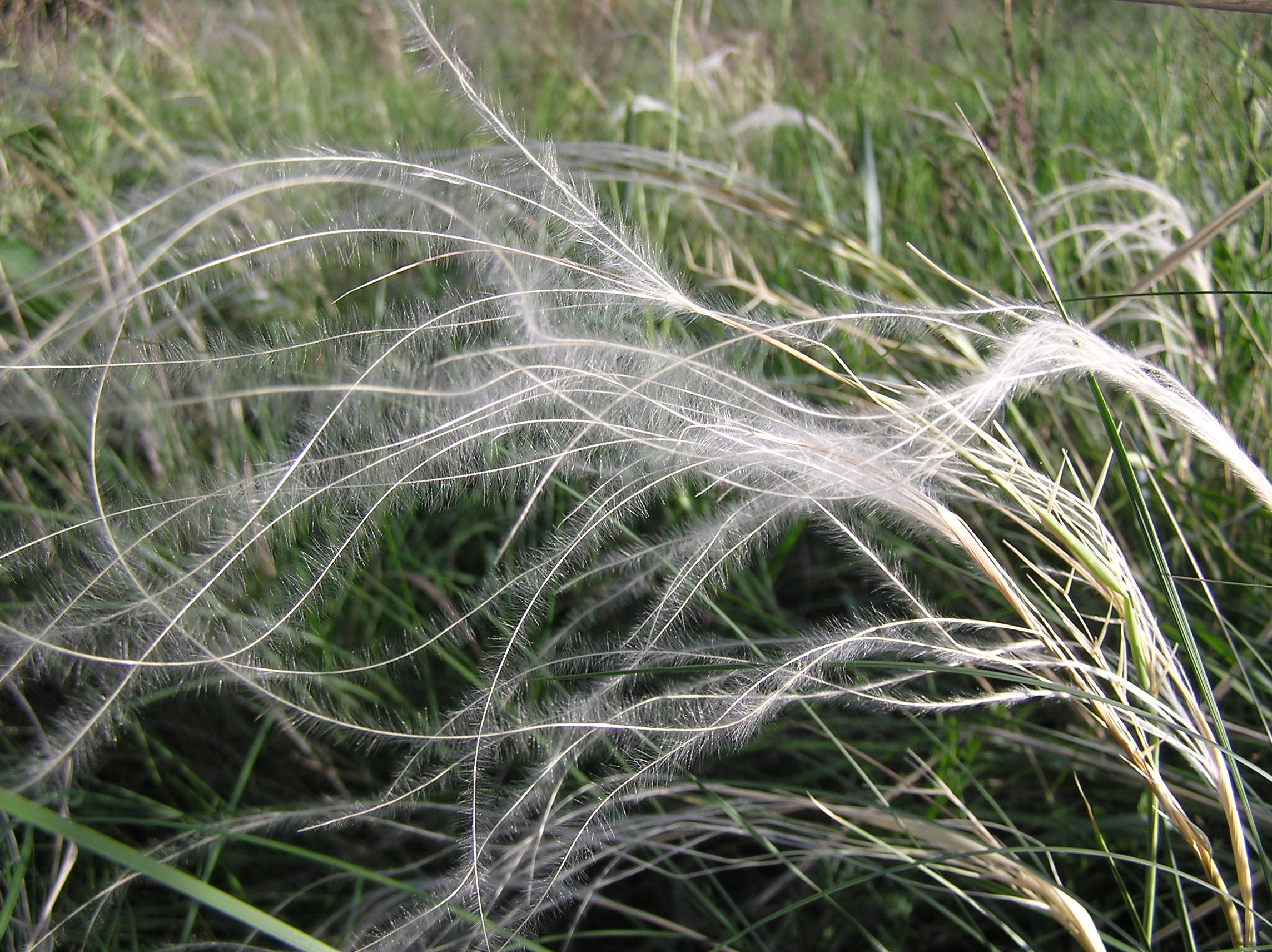
Longues arêtes plumeuses de Stipa pennata.
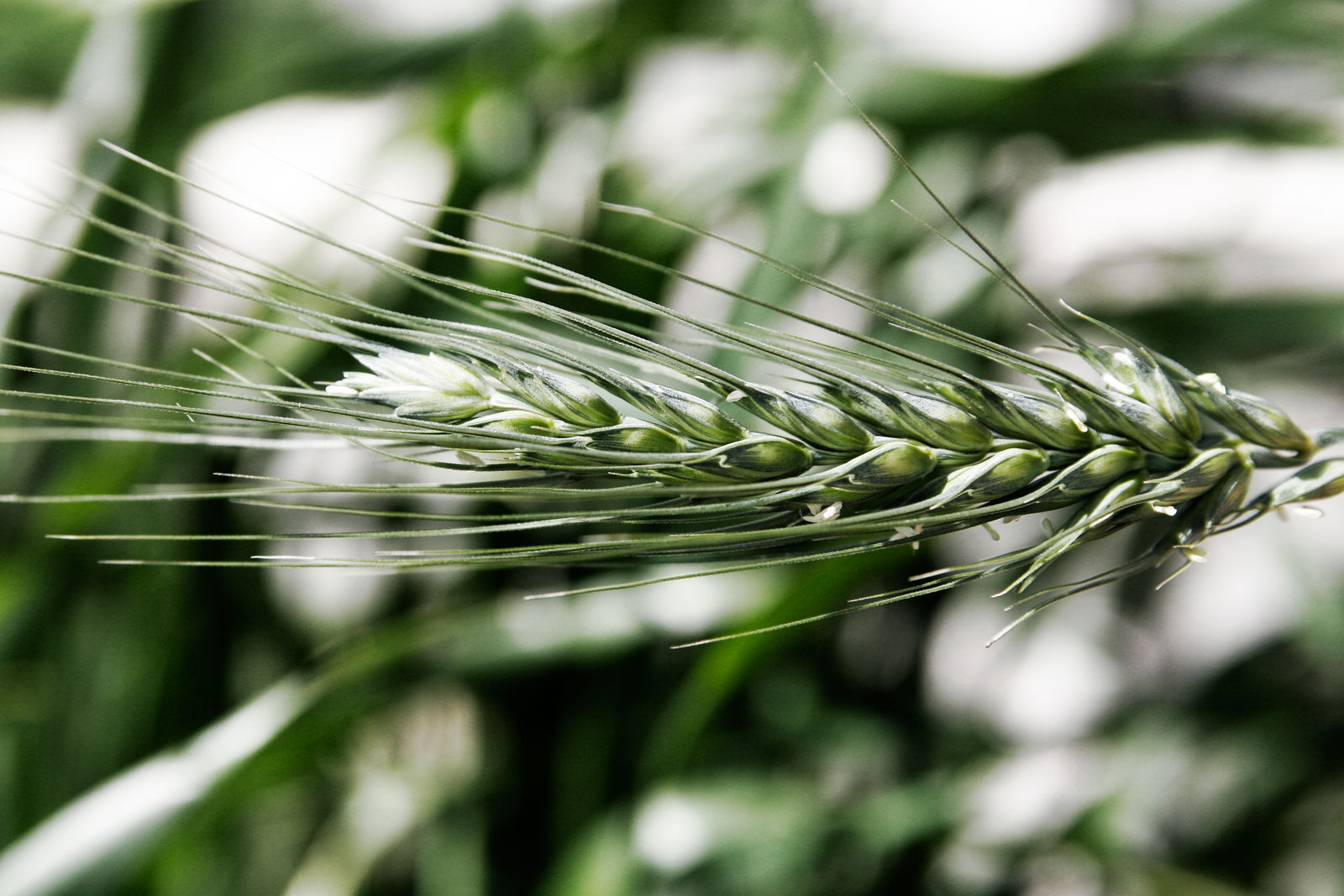
Arêtes droites et raides d'un épi de seigle (Secale cereale).
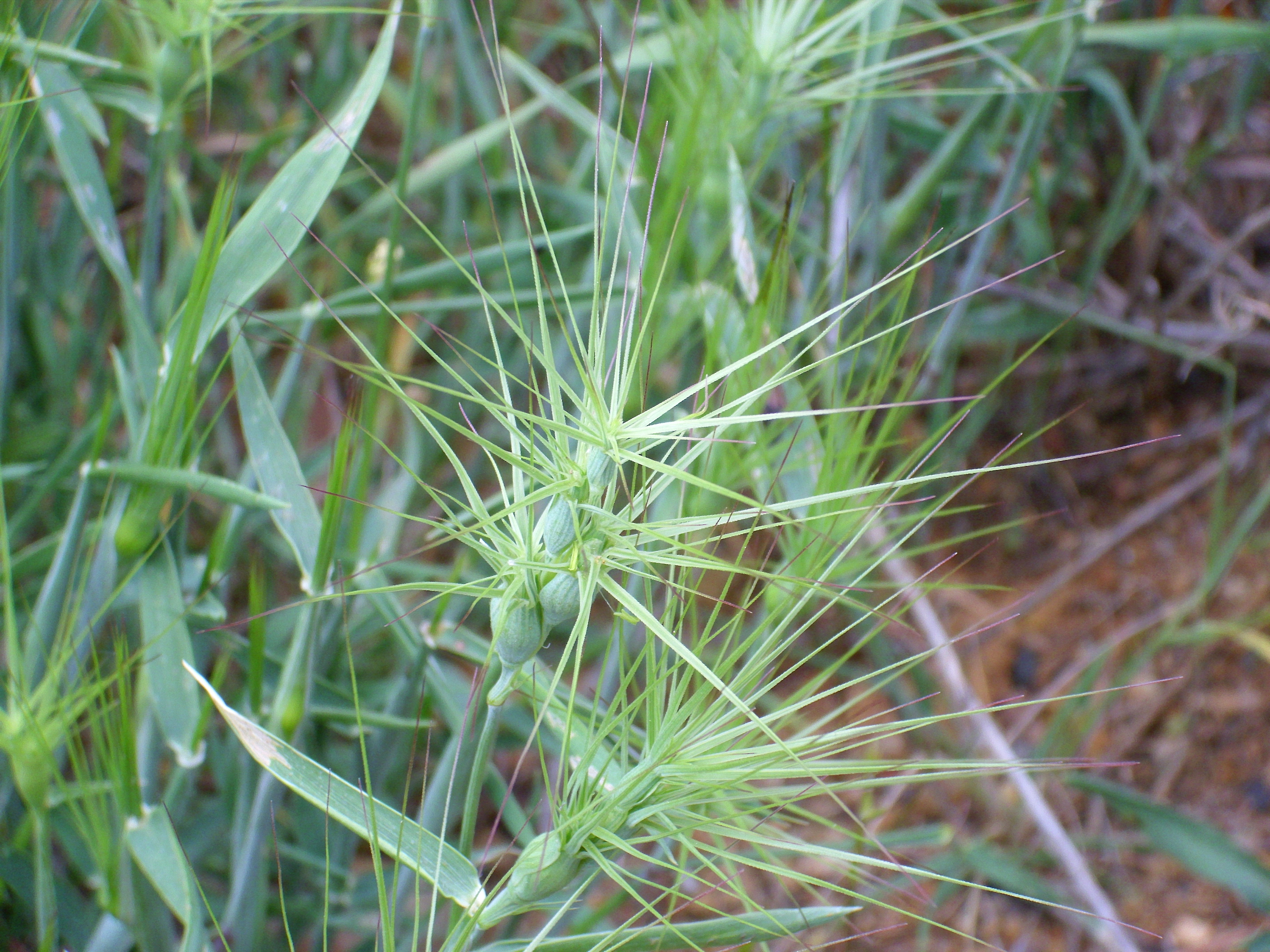
Inflorescence d'Aegilops geniculata.
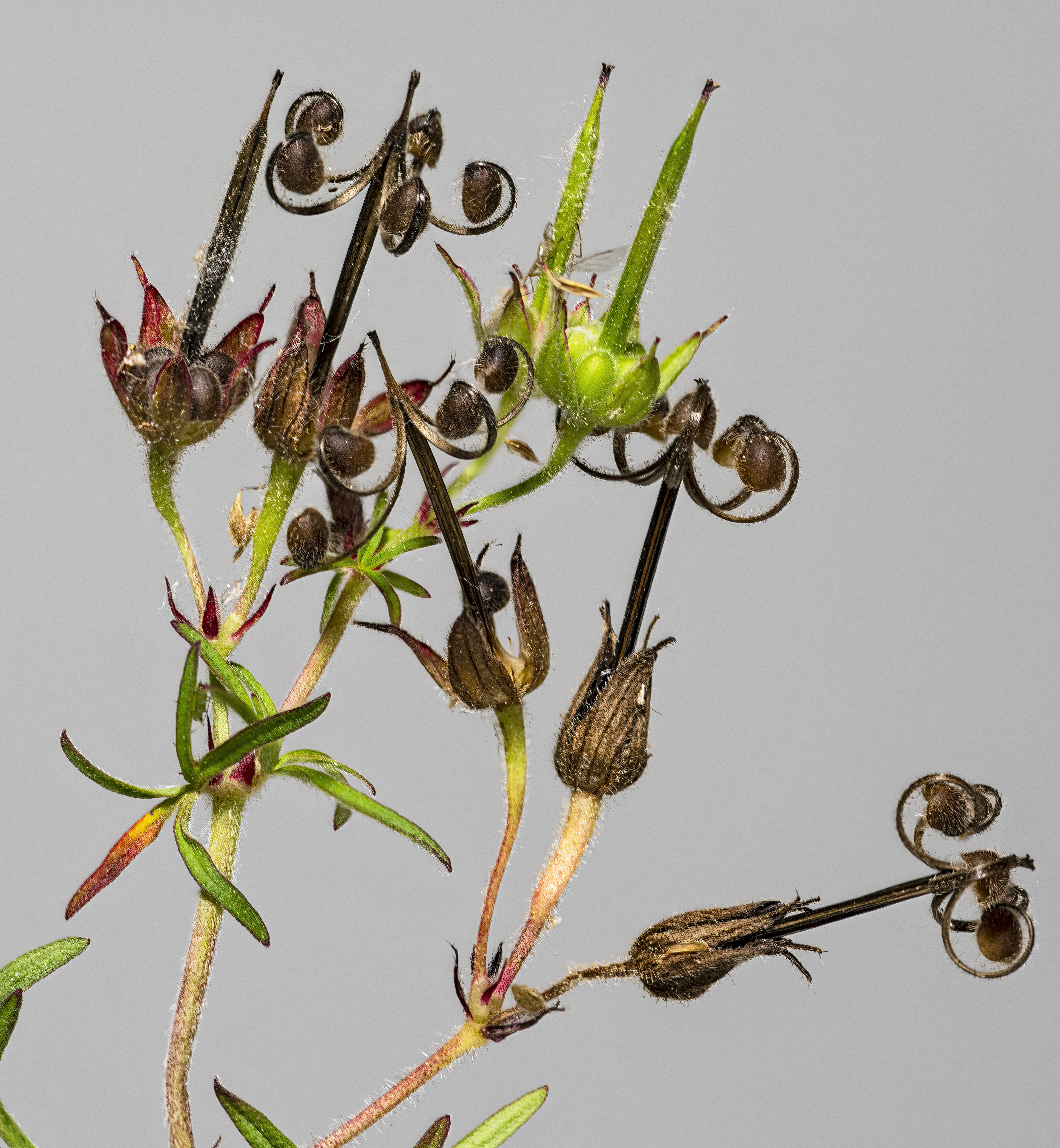
Geranium dissectum  - Inflorescence

## Fonctions
Les arêtes peuvent jouer plusieurs rôles chez les espèces qui en sont munies : dissuader ou éloigner les animaux granivores, aider à la dispersion des semences par le vent ou par leur accrochage à la fourrure ou au pelage des animaux, faciliter la pénétration des semences dans le sol et ainsi favoriser la germination des graines.